# Liste der Monuments historiques in Serzy-et-Prin
Die Liste der Monuments historiques in Serzy-et-Prin führt die Monuments historiques in der französischen Gemeinde Serzy-et-Prin auf.

## Liste der Objekte
| Bezeichnung     | Beschreibung | Standort                        | Kennzeichnung | Schutzstatus | Datum | Bild |
| --------------- | --- | ------------------------------- | ------------- | ------------ | ----- | ---- |
| Hauptaltar      | Altartisch, Retabel, Gemälde und zwei Skulpturen; Holz, farbig gefasst, Ölfarbe auf Leinwand, 16. bis 19. Jahrhundert | in der Kirche Notre-Dame (Lage) | PM51001970    | Inscrit      | 1974  |      |
| Anrichte        | Eichenholz, 18. Jahrhundert                                                                                           | in der Kirche Notre-Dame (Lage) | PM51001968    | Inscrit      | 1974  |      |
| 30 Kirchenbänke | Holz, 18. und 19. Jahrhundert                                                                                         | in der Kirche Notre-Dame (Lage) | PM51001969    | Inscrit      | 1974  |      |